# جوهانس لاتي
جوهانس لاتي (بالفنلندية: Johannes Lahti)‏ هو منافس ألعاب قوى فنلندي، ولد في 29 مايو 1952 في توركو في فنلندا، وتوفي بنفس المكان في 1 مارس 2017.

## وصلات خارجية
- جوهانس لاتي على موقع الاتحاد الدولي لألعاب القوى (الإنجليزية)
- جوهانس لاتي على موقع أوليمبيديا (الإنجليزية)